# Julian Jastrzębski
Julian Jastrzębski (ur. 4 lutego 1920, zm. 16 sierpnia 2006) – polski kolejarz, poseł na Sejm PRL V kadencji.

## Życiorys
Uzyskał wykształcenie podstawowe. Pracował jako odprawiacz pociągów w Polskich Kolejach Państwowych na stacji Bochnia. W 1969 uzyskał mandat posła na Sejm PRL w okręgu Kraków. W trakcie kadencji zasiadał w Komisji Pracy i Spraw Socjalnych.
Pochowany na cmentarzu komunalnym w Bochni przy ul. Orackiej.